# 아샨티 (영화)
아샨티(Ashanti)는 스위스에서 제작된 리처드 플레이셔 감독의 1979년 영화이다. 마이클 케인 등이 주연으로 출연하였고 조지-알레인 버일 등이 제작에 참여하였다.

## 출연

### 주연
- 마이클 케인
- 피터 유스티노프
- 카버 베디
- 비벌리 존슨
- 오마 샤리프
- 렉스 해리슨
- 윌리엄 홀든

### 조연
- 지아 모헤딘
- 윈스톤 쇼나
- 아코수아 버시아
- 장 룩 비도
- 오루 제이콥스
- 조니 세카
- 만 메이트랜드

## 같이 보기
- 아샨티 제국